# 明尼萊克鎮區 (北達科他州巴恩斯縣)
明尼萊克鎮區（英語：Minnie Lake Township）是位於美國北達科他州巴恩斯縣的一個鎮區。

## 地方資料
明尼萊克鎮區的面積為93.60平方千米，當中陸地面積為93.58平方千米，而水域面積為0.02平方千米。根據2010年美國人口普查的數據，當地共有人口50人，而人口密度為每平方千米0.53人。